# Xã West Brunswick, Quận Schuylkill, Pennsylvania
Xã West Brunswick (tiếng Anh: West Brunswick Township) là một xã thuộc quận Schuylkill, tiểu bang Pennsylvania, Hoa Kỳ. Năm 2010, dân số của xã này là 3.327 người.